# كأس سيكافا 2006
كأس سيكافا 2006 (بالإنجليزية: 2006 CECAFA Cup)‏ هي النسخة الثلاثون من كأس سيكافا لكرة القدم وتم تنظيمها من قبل اتحاد شرق أفريقيا لكرة القدم (سيكافا).
أقيمت البطولة في إثيوبيا وتحديداً في العاصمة أديس أبابا، كما احتضن ملعب أديس أبابا جميع مباريات البطولة.
فاز منتخب السودان بالبطولة للمرة الثانية في تاريخه رغم خسارته في النهائي بركلات الترجيح 10 - 11 أمام زامبيا، ولكن بما أن الأخيرة ليست عضواً في سيكافا فتم منح اللقب تلقائياً للمنتخب السوداني.

## المنتخبات المشاركة
شارك 11 منتخباً في هذه البطولة. وهم:
- إثيوبيا
- أوغندا
- بوروندي
- تنزانيا
- جيبوتي
- رواندا
- زامبيا (تمت دعوته للمشاركة)
- زنجبار
- السودان
- الصومال
- مالاوي